# A Prayer for the Crown-Shy
A Prayer for the Crown-Shy é uma novela solarpunk de 2022 escrita por Becky Chambers e publicada pela Tor.com em 12 de julho de 2022. É o segundo livro da série Monk & Robot, precedido por A Psalm for the Wild-Built, lançado em 13 de julho de 2021. A Prayer for the Crown-Shy ganhou o prêmio Locus Award de Melhor Novela de 2023.

## Background
Em 2018, para sua editora Tor.com Publishing, a Tor Books contratou Becky Chambers para escrever uma série de novelas de dois livros dentro do gênero solarpunk emergente. O primeiro romance da série, A Psalm for the Wild-Built, foi lançado em 2021 e ganhou o Prêmio Hugo de Melhor Novela de 2022.

## Sinopse
Depois de fazerem amizade em A Psalm for the Wild-Built, Dex, o monge do chá, e Splendid Speckled Mosscap, o robô, começam uma viagem pela lua chamada Panga. Eles viajam para várias populações humanas perguntando "Do que as pessoas precisam?" Ao longo do caminho, eles encontram uma série de personagens diferentes, incluindo a família de Dex, que oferecem respostas diferentes para a pergunta. No final do livro, Dex e Mosscap percebem que não sabem o que precisam, mas querem descobrir a resposta para essa pergunta juntos.

## Recepção
A Prayer for the Crown-Shy foi o best-seller da Pacific Northwest Booksellers Association.
O Washington Post afirmou que foi um dos melhores romances de ficção científica e fantasia de 2022. A Big Issue elogiou o romance, afirmando que "é preciso grande habilidade para escrever profundamente sobre coisas aparentemente comuns e enchê-las de admiração." A escritora Maya Gittelman descreveu o livro como "um pouco mais atrevido do que o Psalm, mas não menos como um abraço caloroso e meditativo."
Em 2022, foi indicada ao Prêmio Nebula de Melhor Novela. Ganhou o prêmio Locus de Melhor Novela de 2023.